# (4339) Almamater
(4339) Almamater es un asteroide perteneciente al cinturón de asteroides, descubierto el 20 de octubre de 1985 por Antonín Mrkos desde el Observatorio Kleť, České Budějovice, República Checa.

## Designación y nombre
Designado provisionalmente como 1985 UK. Fue nombrado Almamater en homenaje a la expresión latina "Alma Mater" (universidad, donde una determinada persona continuado aprendiendo) para celebrar el aniversario 650 años de la Universidad Carolina.

## Características orbitales
Almamater está situado a una distancia media del Sol de 2,195 ua, pudiendo alejarse hasta 2,584 ua y acercarse hasta 1,805 ua. Su excentricidad es 0,177 y la inclinación orbital 2,165 grados. Emplea 1188 días en completar una órbita alrededor del Sol.

## Características físicas
La magnitud absoluta de Almamater es 14. Tiene 4,156 km de diámetro y su albedo se estima en 0,371.